# Filibert z Coutances
Filibert z Coutances, właściwie Filibert de Montjeu (fr. Philibert de Montjeu, zm. 19 czerwca 1439 w Pradze) – francuski duchowny katolicki, biskup-nominat Amiens w 1418, biskup diecezjalny Coutances w latach 1424–1439, przewodniczący obrad soboru powszechnego w Bazylei, legat w Królestwie Czech w latach 1433–1439.

## Życiorys

### Kariera duchowna
Filibert z Coutances pochodził z burgundzkiego rodu rycerskiego. Kształcił się w szkole przykatedralnej w Autun, a także na Sorbonie w Paryżu. Otwartą drogę do kariery duchownej i politycznej zawdzięczał związkom rodziny de Montjeu z dworem książąt burgundzkich z dynastii Walezjuszów, a także bliskim pokrewieństwem z biskupem Amiens, Filibertem de Saulx.
Początkowo służył jako urzędnik w administracji Jana bez Trwogi. Jednocześnie gromadził liczne beneficja kościelne. W 1418 roku będąc kanonikiem kapituły katedralnej w Amiens otrzymał nominację na biskupa od papieża Marcina V. Diecezji Amiens jednak nie objął z uwagi na nagłą zmianę na tronie w Burgundii, a także zmiany na scenie politycznej we Francji. W latach 1418–1420 starał się bezskutecznie o biskupstwo Paryża i arcybiskupstwo Reims. W 1424 roku objął ostatecznie diecezję Coutances w Normandii.   

### Udział w soborach powszechnych
Biskup Filibert brał aktywny udział w soborach powszechnych zwołanych przez papieża Marcina V, które miały zakończyć kryzys wywołany Wielką Schizmę Zachodnią i doprowadzić do reformy Kościoła katolickiego. Był obecny na soborze w Pawii i Sienie. Stał się jedną z ważniejszych osobistości podczas obrad w Bazylei. Przewodniczył zgromadzeniu podczas kilku pierwszych sesji.  

### Legat w Czechach
Sobór w Bazylei wysłał Filiberta jako delegata do Czech, gdzie miał przeprowadzić proces pojednania husytów z Kościołem katolickim. Jego pierwsza misja trwała w latach 1433-1436. Zakończyła się: podpisaniem kompaktatów praskich, sejmem pokojowym w Igławie, wyborem Jana Rokycany na arcybiskupa Pragi, utworzeniem Kościoła utrakwistycznego. Biskup rozpoczął również dialog z czeskimi waldensami, dla których 14 września 1433 roku wyświęcił dwóch prezbiterów i zaprosił na rozmowy pojednawcze do Bazylei. Ponadto Filibert de Montjeu dokonał wizytacji na Morawach. 1 lipca 1435 roku w Brnie udzielił sakry biskupowi ołomunieckiemu Pawłowi z Miličína.
Podczas drugiego pobytu w Czechach za sprawą cesarza Zygmunta Luksemburskiego stał się faktycznym administratorem archidiecezji praskiej. Udzielał sakramentów i sakramentaliów zastrzeżonych ordynariuszom m.in.: święcił nowych prezbiterów, odprawiał msze pontyfikalne w katedrze św. Wita, wizytował parafie i konsekrował kościoły. 11 lutego 1437 roku koronował Barbarę Cylejską na królową Czech.